# Swetlana Jurjewna Bubnenkowa

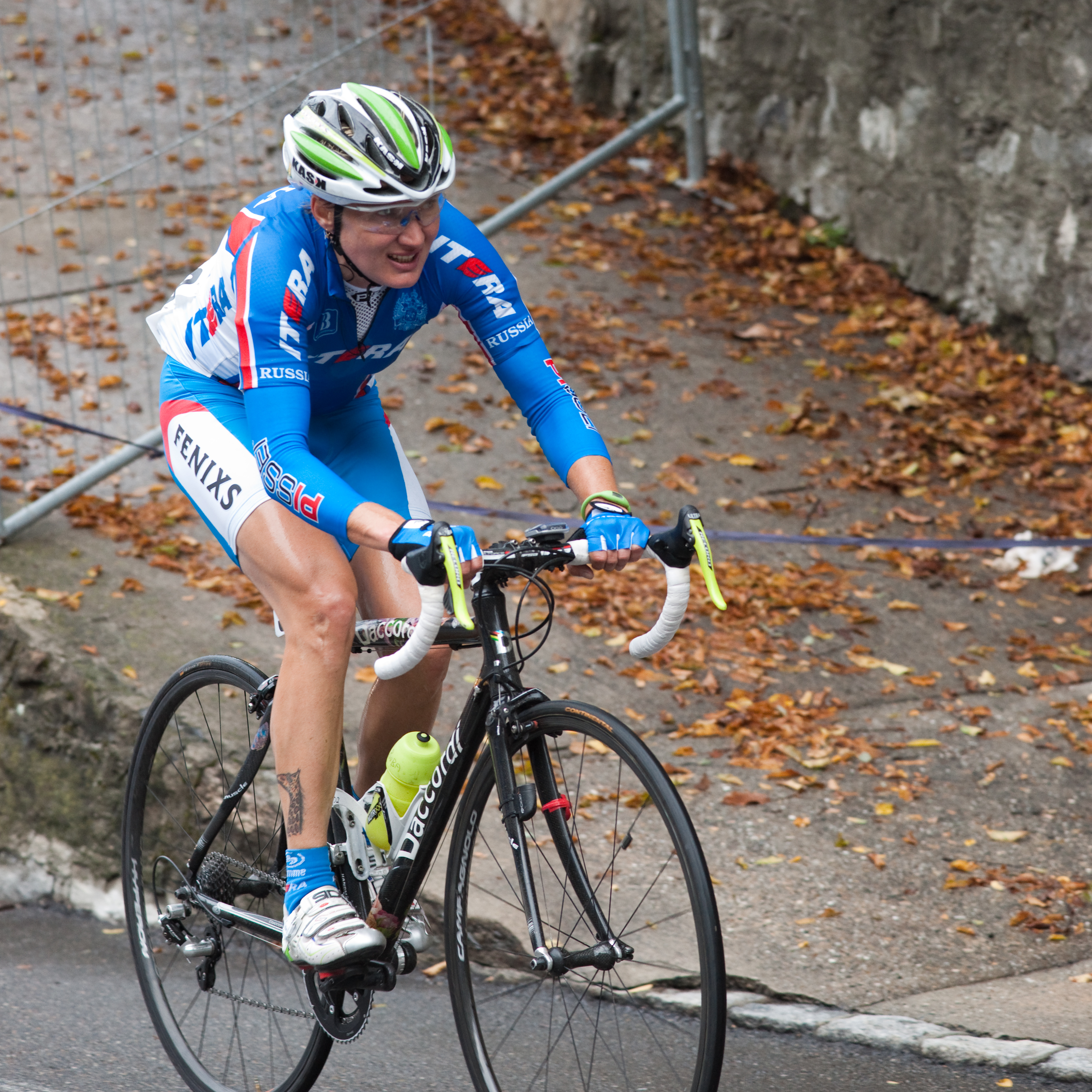
Swetlana Jurjewna Bubnenkowa

Swetlana Jurjewna Bubnenkowa, verh. Bubnenkowa-Stolbowa, (russisch Светлана Юрьевна Бубненкова; * 2. Januar 1973 in Ischewsk) ist eine ehemalige russische Radrennfahrerin und zweifache Weltmeisterin.
Swetlana Bubnenkowa war für nahezu 20 Jahren eine der stärksten Straßenrennfahrerinnen Russlands. Zweimal, 1993 und 1994, wurde sie Weltmeisterin im Mannschaftszeitfahren (mit Alexandra Koljassewa, Walentina Polchanowa und Olga Sokolowa). Fünfmal wurde sie russische Meisterin im Straßenrennen sowie im Zeitfahren.
1993 siegte Swetlana Bubnenkowa beim Chrono Champenois – Trophée Européen. 2002 gewann sie den Giro d’Italia Femminile sowie die Trofeo Alfredo Binda. 2005 sowie 2006 siegte sie in der Gesamtwertung der Emakumeen Bira, 2005 des Giro del Trentino Alto Adige sowie 2006 des Giro San Marino. 2007 entschied sie die Tour Féminin en Limousin für sich.
Dreimal nahm Bubnenkowa auch an Olympischen Spielen teil, 1996, 2000 und 2004. 2000 in Sydney war der fünfte Platz im Straßenrennen ihre beste Platzierung bei den olympischen Wettbewerben.

## Teams
- 1999 Alfa Lum-William Aurora
- 2000 Edil Savino
- 2001 Edil Savino
- 2002 Edil Savino
- 2003 Team Prato Marathon Bike
- 2005 P.M.B. Fenixs
- 2006 Fenix-Colnago
- 2007 Fenixs-HPB
- 2008 Fenixs
- 2009 Fenixs-Edilsavino
- 2010 Fenix-Petrogradets
- 2012 RusVelo